# مهرجان ريو دي جانيرو السينمائي الدولي

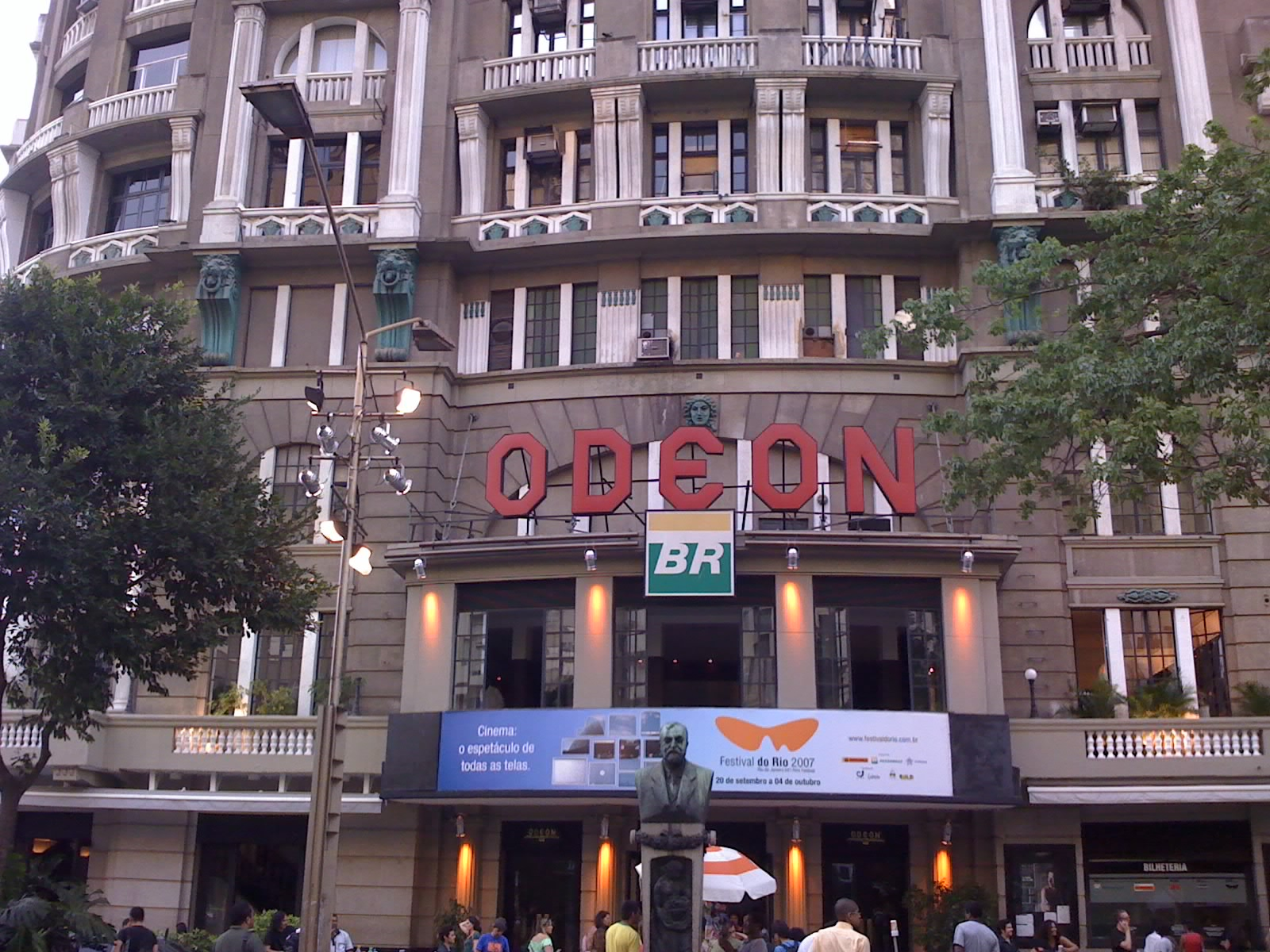
سينما أوديون -Br في جولة مهرجان ريو دي جانيرو عام 2007

مهرجان ريو أو مهرجان ريو دي جانيرو السينمائي الدولي (بالبرتغالية: Festival do Rio‏) يعتبر واحد من أهم المهرجانات في البرازيل وأمريكا اللاتينية. وجائزة المهرجان الأساسية هي تروفيو ريدنتور، والجائزة الأبرز هي جائزة فيبرسي للنقد الدولي.

## التاريخ
حدث المهرجان عام 1999 كنتيجة لاندماج اثنين من المهرجانات السينمائية السابقة وهما مهرجان الريو السينمائي (الذي ظهر عام 1984)، ومهرجان موسترا البنك الوطني للسينما الذي نشأ عام 1988. ولتجنب التكلفة الزائدة للمهرجانين في نفس المدينة في فترة زمنية قصيرة من الزمن لذلك تم دمجهما.

## الجوائز
جائزة تروفيو ريدنتور لأفضل فيلم روائي وأفضل فيلم لهذا العام.
جائزة تروفيو ريدنتور لأفضل فيلم وثائقي.
جائزة أفضل مخرج.
جائزة أفضل فنان.
جائزة أفضل ممثل.
جائزة أفضل ممثل ثانوي.
جائزة أفضل فنان ثانوي.
جائزة أفضل تصوير سينمائي.
جائزة أفضل مونتاچ.
جائزة أفضل سيناريو.